# 物語系列角色列表
本列表記載由日本小說家西尾維新所創作的輕小說作品《物語》系列的登場人物。

物語系列主要人物，從右至左依次為：貝木泥舟、斧乃木余接、老倉育、忍野扇、千石撫子、戰場原黑儀、忍野忍、阿良良木曆、神原駿河、八九寺真宵、羽川翼、阿良良木月火、阿良良木火憐、忍野咩咩

## 主要角色
阿良良木曆（Araragi Koyomi，聲：神谷浩史）
故事的主角及旁白，直江津高中三年級學生，滥好人，为人好色又仗义。《物語系列》第一季、第二季及最終季的故事，基本上都是以其與怪物互動的過程與心理變化為主軸，突顯其與普通人不一樣的青春。
在第一部小說《化物語》開始前不久，於春假期間救了吸血鬼反被其攻擊、變成吸血鬼。雖然在忍野咩咩的協助下得以恢復人身，但仍有一些副作用，例如較佳的夜間視力，較快的恢復速度、害怕陽光（但無害），這些副作用是源於棲息在他影子裡的吸血鬼忍野忍。一度因為過份使用這些能力而使自身再度趨向吸血鬼化，被專家及時阻止情況惡化並強制重設後，承諾不再亂用。
雖然他行俠丈義的表現很受被幫助的女孩子歡迎，但他鍾愛能夠全盤接受其助人心態的戰場原黑儀，兩人也隨著故事進展而成為情侶。不過及後各種對年幼女孩的表現，令黑儀和八九寺真宵等皆認為他是蘿莉控。
擅長數學，但除此以外都倚賴黑儀為其補習，後來為了繼續在大學交往而努力應付期末考試，最終如願以償。成為大學生後已經有汽車駕照，畢業後成為警察，於直江津警署風說課擔任警部補。最終亦跟黑儀成婚，準備出發度蜜月。
在動畫表現中，他的呆毛會隨著情緒有相應變化。
戰場原黑儀（Senjōgahara Hitagi，聲：齋藤千和）
曆三年的同班同學，但過去與曆少有交流，後為其終身伴侶。
在她小學時生了重病，母親為此心力交瘁而迷上邪教。在她初中畢業時，母親帶來一個邪教團體的幹部，佯稱要替她「淨化」，事實上是要性侵她，逃過一劫後母女關係徹底破裂，父親亦選擇離婚並帶其離開。其這時遇見螃蟹怪異奪走了她的「體重」，使其物理體重僅剩五公斤且身體虛弱。
自此她開始盡量不與人接觸，以免有任何人發現自己的怪異體質，並威脅任何發現這個秘密的人。在遇見了曆，並由他引介忍野咩咩後，她的體重得以復原。高中畢業前夕已經先考到汽車駕照，並租車載著曆前往約會地點。
雖然她自稱傲嬌，但多數情況下更接近病嬌。非常毒舌，總是以羞辱人的方式說話。雖然解決怪異問題和過去包袱後有所收歛，但溝通上還是不饒人，充斥剋制曆和其他人的意圖，只是曆總能看出她善良且毫不隱藏自己的本意，所以二人最終成功發展為情侶並成婚。明曉曆的濫好人性格使其與許多女人的關係糾纏不清，但對此甚算包容，只是年紀與之相差越遠的女孩都會自然地感到畏懼，只有從曆口中得知狀況的翼和多年相好的駿河能夠與其成為閨蜜。
關於她的名字有多种说法，日本读者讨论时曾将其作“直切り（Hitagiri）”讨论过，这种翻译比较符合角色个性但与建筑无关（羽川翼提到过战场原的名字似乎是来自某种土木建筑用语），而且很难用以人名。中文单个字直译的话也可为“绯多木”（ひ=绯，た=多，ぎ=木），这是除黑仪外使用较多的字幕组译名。又可解释为为肥田木（“肥料”、“稻田”、“树”），字面意思是树的土壤，可与阿良良木（树）相对应。还有种说法解释为七夕，在片假名中，“Hitagi”又被写成ヒタギ，看起来像汉字七夕，而战场原的生日就是7月7日七夕节，七夕又名星辰节，同时可以对应战场原喜欢天文学。最终漫画版里被羽川（官方）提到写作“直木”。
而黑仪这种说法最早出現在動畫版播放時期民间漢化組所命名而廣為熟知，隨後中文官方代理小說時也採用黑儀作為她的名字。ひたぎ其實無法翻譯為黑儀，通用的中译名“黑仪”只有“仪”能对上ぎ，而ひた不能翻译为“黑”，严格意义上说是错的。不过黑儀这种翻译倒也別具巧思，黑儀實際上是音譯「Hitagi」，不僅在提到土木用語這裡看起來給人一種似乎是某種儀器的感覺，同時也符合她在化物語裡毒舌冷傲腹黑的「黑」與深閨大小姐的「儀」。
羽川翼（Hanekawa Tsubasa，聲：堀江由衣）
曆所屬班級中的班長，曆稱她為「班長中的班長」，特徵為綁著麻花辮的黑髮，帶著眼鏡的女生。初期口頭禪是「並不是什麼都知道，只知道我所知道的事情而已」。她平等地對待任何人。曆非常尊敬羽川。幾乎所有對付怪異的專家都認為羽川翼是十分危險的人物。
小時候父母離婚後跟隨親生母親再婚，繼後親父親母雙雙因病去世，惟有跟隨繼父再婚，因此現在的繼父母與他都毫無血緣關係。家人感情嚴重疏離，其在住家沒有自己房間同時，也沒有共用日用品，甚至發展至繼父母表明會在翼成年獨立後離婚的地步。種種跡象突顯翼循規蹈矩的表面，背後有著追求人格純白無瑕的病態心理。為了防止自己感到受傷的痛苦，其連受傷都只用理性剖析去將之跟對外的形象完全分離，卻似乎不知這樣也會令繼父母更為厭惡並作出更多加害。
在一次路邊被曆意外看到失態而有所交流，繼後見證了對方成為吸血鬼的一段慘烈經歷，彼此成為了不可或缺的朋友。在黃金週第一天與曆外出時發現一隻被車輾死的銀白色無尾貓並埋葬，招惹上名為障貓的怪異。原本障貓並非強大的怪異，但翼理性面對外來傷害的心理，使充滿壓力的她與障貓毫無排斥地融合，變成身穿黑色內衣，並有著白髮與貓耳的新型怪異「黑羽川」。黑羽川的力量足以殺死吸血鬼和怪異專家，最終惟有倚賴忍野忍使用控制怪異的力量將之復原，其亦因此失憶。
曆從吸血鬼恢復後其實對之有好感，不過其當時意識到自己對翼抱持好色的感覺更為強烈，亦發現自己在一直倚賴對方的學識和幫助下，沒能為其無私付出給予同等回報，所以在三年級開學時斷定這是一段未開始已結束的戀情。
黑羽川及後在學園祭前再度出現，表明翼逐漸記清黃金週的事情，而是次出現契機乃源自於對曆的愛。相較於來自家人十七年的壓力，壓抑對曆的情感所產生的壓力直至爆發的時間只有短短兩星期，可見其愛之深。不過黑羽川本人也生出想將事件解決的理性，所以主動幫曆找忍野忍去排除自己。事後翼將頭髮剪短，並將眼鏡拿下來。
及後翼又遇見新的怪異「苛虎」（聲：齋賀光希），住家被燒毀下被黑儀接濟，成就其對曆以外的人首次有單純感性上的交集。在伊豆湖提醒下，翼意識到苛虎其實是自身看到繼父母有意重修舊好，而將嫉妒之心分離出來的怪異。這次翼深明必須遏止生出怪異的循環，因此寄託一路為自己承受壓力爆發的黑羽川可以帶著自己一同面對苛虎。在黑羽川苦戰和曆的幫助下，翼最終成功與所有怪異融合為一體。向曆告白並被正式拒絕後，她放聲大哭一場。壓力被釋放的同時，她的髮色變成黑白相間，此後便時常染髮以免引人注目。及後翼在新住家敢於跟家人作出交流和要求，關係似乎也有所改善。
高中畢業後決定要以戰亂中的國家與非政府組織活躍的地方做環遊世界的旅行。五年後以戰爭調停人「Tsubasa Hanekawa」身分的名義來到各處有戰爭的國家來做調停，並且主持雙方簽下和平條約的工作，但由於理念跟「讓國境線徹底消失」很接近，所以也被部分國家列為頭號通緝犯。
《曆反轉》的鏡像世界中除了性格變得良善且救了險些被駿河攻擊的曆與委託救兵之外，其人格已經完全變成障貓。
翼曾被暗示跟原作者另一作品《忘卻偵探系列》主角掟上今日子有莫大關係，惟真實情況至今都沒有直接證據支持。
忍野忍/姬絲秀忒・雅賽蘿拉莉昂・刃下心（Oshino Shinobu/Kissshot Acerolaorion Heartunderblade，聲：坂本真綾（動畫）、平野綾（廣播劇《佰物語》））
吸血鬼，壽命超過五百歲。故事中是外表八歲左右的金髮幼女，喜歡吃甜甜圈、畏懼陽光，和忍野咩咩住在一棟廢棄建築中。原本是一位數百年前名為「雅賽蘿拉」的公主，是為高大的金髮女子。其內外的美麗使世人以自殘表示恭敬，最終選擇獨自踏上尋找解決詛咒的旅行。期間巧遇想將之吃掉的吸血鬼-迪斯托比亞‧威爾圖奧佐‧殊殺尊主，於想到對方可以恭敬地吸取其美麗的血後，甘願被他命名與轉化成吸血鬼，並分道揚鑣。
過去一度被錯認為神明而被供奉，但受到「黑暗」影響並承受唯一眷屬的怨恨。為此尋求死亡而睽違四百年來到日本，卻在直江津被忍野咩咩和三名吸血鬼獵人分別奪走了心臟與四肢，陷入求死不能的狀態。躺在地鐵時被阿良良木曆所救，吸了他的血後撿回一命，並讓曆成為她的眷屬，替她奪回身體。一度因其恢復殘忍而讓曆決心驅除，然而曆在得知她尋死的真正想法後反而起了同情心，接受了忍野的提議，奪走她的名字與所有吸血鬼的特性，且必須吸食曆的血才能存活，體格亦在此刻變成幼女。
忍野咩咩及後取了「忍野忍」這一名字以將其束縛和弱化她。而小忍因為曆使之求死不能，與他冷戰且幾乎從不說話，更趁忍野即將離開時賭氣離家出走，許下了如果曆沒找到她就要毀滅世界的承諾，不過態度逐漸軟化。曆為了對付黑羽川而打電話給所有熟人，使她最後被真宵找到，在曆即將被黑羽川殺死時再度救了他。及後兩人正式停止冷戰並重新對話，外出時會躲在曆的影子中與他同行，他們的感覺也因此互相聯繫。曾經受伊豆湖委託，為著遏止怪異爆發而要轉化為北白蛇神社新神明，最終因撫子從中作梗而不了了之。於「黑暗」一役中為著伊豆湖粗暴殺掉曆的手法而差點發瘋，結果在一切解決後跟一度與吸血鬼完全分離的曆恢復共生的關係。其退化的傳聞引來了處於生命末期的殊殺尊主前來聚舊，彼此都看透吸血鬼於現世大幅退化的事實。
在另一個時間線中，她因為曆沒有找到離家出走的她（大概被黑羽川殺死）而自暴自棄，毀滅世界後打算自殺，因傳說中的吸血鬼的能力自殺不成而半身不遂，造成世界上所有她的吸血鬼奴僕變成殭屍。在她發現仍活著的另一個時間線的曆，和另一個時間線的她在一起，喜極而泣流下血淚。在拜託曆達成她最後的心願之後，由另一個時間線的她啃蝕掉自己而完成自殺。
八九寺真宵（Hachikuji Mayoi，聲：加藤英美里）
小學五年級的女性幽靈，她的大背包和嬌小身體使得她看起來就像蝸牛。
在真宵的父母因故離婚後，當時年幼的真宵跟著父親。在真宵11歲時，她突然想不起母親的臉，便在母親節當天出發前往母親的家，但在迷路之後於過馬路時遭卡車撞死。成為幽靈後仍不斷地想前往母親家，但永遠到不了目的地。11年後，她遇見曆並且終於找到母親的家所在的地址，但房屋已被拆除，她說了一句「我回來了」後得以釋懷。之後，她仍然在路上徘徊。
曆和忍一度回到11年前，幫助真宵迴避死亡，順便送她回到母親的家；回到現代，卻發現整個城鎮的人都變成殭屍。這是由於在這個歷史中，曆沒有成了幽靈的真宵的協助，進而使得忍野忍沒有找到曆，曆被黑羽川殺死；在曆死後，忍野忍取回力量並讓几乎全世界的人都變成殭屍，而當時二十一歲的真宵則躲過一劫，並將忍野的信交給了原時間線的曆與小忍。在回到原來的時間線後，真宵很感謝自己能死亡，因為這樣她才能與曆相會。
繼後和曆一同回家裡拿回背包的時候，遭遇了不明的黑洞怪異襲擊，和曆騎車逃跑並被余接所救。隨後與伊豆湖見面，得知了被「黑暗」追殺是因為自身作為怪異偏離了「迷途蝸牛」使人迷路的本質才導致的，最後選擇成佛消逝在世上。
往後在伊豆湖設計下於地獄再次與曆相遇，並在曆被手折正弦送回人世時被曆強行跟著帶回。被伊豆湖認可並接任撫子放棄神明身分後北白蛇神社下一任新的神明。
《曆反轉》的鏡像世界中以二十一歲的外表出場，與身為蛇神的千石是老相識。
神原駿河（Kanbaru Suruga，聲：澤城美雪）
短髮女生，曆的學妹，籃球校隊的王牌，國中與黑儀和翼同校。是個公開的女同性戀，表面上很受同學歡迎，但其實言行卻相當變態，習慣在自己家裡裸體，買來的BL小說更胡亂堆滿整個房間，只有在家人面前才真正羞愧。
小学四年级的神原骏河在运动会前夕对其母亲卧烟远江（聲：根谷美智子）留下的遗物——雨魔的手臂，许下了第一个愿望——「能在跑步比赛中拿下第一名」（实际上潜意识中的愿望是「想要痛扁他们一顿」）。结果被木乃伊附身的神原袭击了运动会上与她同组的四名同学，而后神原又被编到其他组别。所以为了不让木乃伊攻击自己的同学，只能靠自己实现愿望，她努力着要让自己跑快一点，最后在运动会上终于顺利拿到了第一名，自此成為運動王牌。
國中時他認識了田徑社的黑儀，並喜歡上她。在她讀高中後，很快發現了黑儀的秘密，並像曆一樣受到她的威脅，但与曆不同，她在受到黑仪的威胁后便不再与黑仪有所接触，並轉往籃球部發展。然而黑儀的病卻在一年後因曆的幫助而解決，駿河頓時醋勁大發，向雨魔手臂許下了第二個希望「能與戰場原恢復以前的關係」的願望（裏願望是「想殺掉阿良良木曆」），並在某一天晚上於平交道將曆痛扁一頓，卻沒想到自己的左手臂已妖化，至此只能纏著繃帶。她急忙尋求曆的幫助，而被忍野提議讓曆與他對決，藉此讓裏願望失效，但最後還是倚賴黑儀及時趕來軟硬兼施，宣告如果她殺了曆，自己也會殺了駿河，期望彼此能重新和平共處。事件因此解決，雨魔手臂亦被安全封印，本人亦開始留長髮。
在曆等人畢業後，从同學口中听说存在一位可以实现愿望的恶魔大人，發現該惡魔是自己以前在籃球方面的競爭對手沼地蠟花。駿河以貝木寄來的雨魔頭部要脅，通过篮球决斗战胜了沼地蜡花，這才發現對方早在放弃篮球后不久就已经自杀，实际行動的只是想再一次與其打籃球的鬼魂。骏河的左手因著沼地蜡花吸收得以完全恢复正常，讓其有了成熟向前和不負對手寄託的決心。及後因著準備大學考試而淡出籃球隊王牌位置，由球隊中的學妹日傘星雨（日傘 星雨（ひがさ せいう），聲：日笠陽子）代理，但繼後也注意到自身成就讓籃球隊新一代承受了非必要的壓力，於發生吸血鬼事件後重新與一眾領導思考管理辦法。
《曆反轉》的鏡像世界中人格已經完全成為雨魔，而雨魔的手臂變成在右手上，只要一有人接近自家就會發動攻擊。另外這個世界的母親遠江以某種形式活著，外表為灰綠色波浪中長髮的一般女性，與想跟原世界的忍聯絡的曆一起泡澡，刷背時在曆的身上留下訊息後消失。
千石撫子（Sengoku Nadeko，聲：花澤香菜）
月火的小學同學。外表可愛，個性靦腆而害羞，容易因為小事而發笑。然而內心卻十分陰暗與封閉，對於他人毫無信任也不在乎。曾經跟小時候的曆見面過並將它當作自己喜歡的對象，但她也只是認為談一個無法實現的戀愛就不會受傷而「喜歡」他。
一位有女友的男同學向其告白，被拒絕之後，遭該同學的女友下了詛咒，企圖透過一條目不可視的蛇將她絞死。本来这个咒语几乎毫无效果，但撫子得知後解咒心切，在靈氣強大的北白川神社使用了貝木謠傳的方法弒蛇作祭品，結果意外令纏身的咒語变得强大。曆與駿河在解咒過程中發現，她其實身中兩個詛咒，分別來自於那位忌妒的女同學和他所告白的男同學。
事後撫子深明其班級因著詛咒在更多人間散播而陷於不和，作為班長顯得心力交瘁。他此時遇見扇，並開始能看到一條白蛇「朽繩」(聲：上田燿司)，因著撫子早前下手殺死象徵他的蛇，而強迫她去尋找神體以恢復力量。事實上扇早就將神體的位置告訴她，而撫子私心是想讓神明實現曆愛上她的願望；朽繩在一切成事前都只是千石幻想的產物，好讓她用贖罪來合理化自己的行為。在曆前來阻止並聲稱不會愛上她後，撫子憤而吞下神體而成為蛇神。得到強大力量的她用蛇毒將曆與小忍打到半死，但卻及時被黑儀阻止，於是便承諾他們的死期會延到畢業典禮後，自己則在北白蛇神社等待。
成為神明的撫子，失去了對人的警戒心，變得單純開朗，也開始能喝酒，同時心中的黑暗面也凸顯出來。貝木泥舟接受黑儀的委託前來參拜，以曆遇到車禍身亡的謊言欺騙她，但料不到撫子打從一開始沒信任過他。貝木繼後及時講出她想成為漫畫家的秘密，終於擊破其心靈弱點，說服她自願以蛞蝓豆腐抑制蛇神力量，恢復人類之身。事後撫子以創傷復原為由休學留家，由月火負責通傳學校事務。
在余接一次委任託中掌握了從繪畫創造式神的能力，並創造了乖撫子、媚撫子、逆撫子、神撫子等以自己為原型的式神，但式神卻集體暴走，在余接等人的幫忙下逐一收服。余接將狀況通報伊豆湖後，被對方認定為可以成為處理怪異團隊的一部分，於是開始接受余接和忍野忍的訓練，最終不負眾望成為多個任務的主力，過上漫畫家及替怪異專家打工的雙重生活。
阿良良木火憐（Araragi Karen，聲：喜多村英梨）
曆的妹妹、月火的姊姊，擅長打架。儘管年紀較曆還小但身高比曆還高，這一點令曆很沮喪。與月火自稱「栂之木二中的火炎姐妹（Fire Sisters）」，兩人通常是形影不離的。
正義過頭的人，因為熱心的性格和行動經常沒有實質幫助，曾被曆責備她的正義只是沒有力量的偽物。但這種直接的熱心亦使其人際關係比曆強，至少跟母親和同學方面都是有較好印象的。
所讀的國中因為貝木泥舟散佈的咒術而掀起很大的風波，於是藉由撫子事件循線找上貝木，意圖給予教訓，卻被貝木駁斥其稚嫩並下了名為「圍欄火蜂」的怪異。似乎對此不甘而想帶病再戰，結果與曆在拳腳下認清了自己應該停下來倚賴他人的時機。事後更明瞭曆的社交圈子，與駿河建立了師徒般的關係。
升上高中後解散了火炎姊妹，同時與曆變得親密，使得曆的女友黑儀擔心他們會發展成近親戀愛。其與駿河關係隨著對方從社團活動引退而淡化，反而更致力於在其他運動修行中領悟自身道義。畢業後跟隨母親與哥哥的步伐成為巡警。
《曆反轉》的鏡像世界中留短髮、身高矮了一截，性格變得乖巧且不強勢。
阿良良木月火（Araragi Tsukihi，聲：井口裕香）
曆和火憐的妹妹。總是穿著和服的少女，髮型變換頻繁，喜歡室內活動。在初中與火憐以「火炎姐妹」身份活動，及後再以一人團體「Moon Fire」於社區活動。
她的真實身份是不死鳥的轉世，不死鳥托卵進入了當時仍在子宮內的月火，兩者合一之後，月火成為不死之身，粉身碎骨也能復原，唯一可以讓她死亡的方法是自然老死。火憐和月火事實上是雙胞胎，但因為不死鳥的關係而讓月火晚數個月出生。余弦曾經不能容忍不死鳥作為偽物存在而要操控余接將之處決，但目睹曆拼命反抗和明曉月火生活意志比真實人類更強，便認同只需保持觀察。其怪異本質亦一度被扇銳意狙擊，想以破壞其自我品格認同去消滅，是為余接被安插在阿良良木家作近身保護的一個契機，可是扇最終也因著月火對當今生活方式的自信而選擇放棄。
成績優秀和家事萬能，亦很懂看穿別人心理，但因著不死鳥輕易修復內心創傷的特質，時常陷入近乎自戀和不理別人心情的處境。不過這個豁達心態亦讓其能毫無保留地傾聽別人感受，對從困境中重振的撫子給予很大支持。及後前往海外留學。
《曆反轉》的鏡像世界中除了平常穿的和服與原世界相反之外，性格沒有太大變化。
忍野扇（Oshino Ōgi，聲：水橋香織）
臉色蒼白、瞳孔無光的女孩，自稱忍野咩咩的姪女，但由於貝木泥舟表示忍野咩咩沒有家人，因此扇的說法並不可信。
從第一次與曆見面開始便不斷將他捲入怪異現象中，包括將曆帶入幽靈教室，委託手折正弦綁架月火等人，以及撫子成為蛇神都有她的引導。她很清楚曆的所有經歷，並經常提出與事件有關的推論，但每當曆質疑她為何知道時，也僅以「我甚麼都不知道，是你自己知道」搪塞。
最終揭露了她的真實身分，是阿良良木曆對自身批判所創造出來的怪異。曆在「黑暗」迫使真宵離開現世以後，一路思索自己在處理怪異與一眾女士關係方面，是否也存在各種不符世道的錯誤。這種批判催生扇出現在鎮中，暗地推進各種對錯誤的糾正。曆最終大體接受這些錯誤為自己青春重要一部分的存在，同時承認扇是自己，導致失去存在意義的扇受「黑暗」攻擊。最後曆還是濫好人地想救下扇，於是在咩咩承認了她的姪女身份下繼續留存，並在彼此自我反省中得到無害認證。
在曆畢業後，留在高中的扇實際上倚賴著駿河對其身為同學的認知得以延續下去，對外形象也從曆反面的女子變為駿河反面的男子，中間的異變因著怪異特質而未為大部分人所察覺。
老倉育（Oikura Sodachi，聲：井上麻里奈）
銀色雙馬尾女孩，她喜歡數學、認為數學是最美的學科。對曆的情感非常複雜，既恨又愛。全心全意的憎恨著曆，甚至認為這種感覺比戀愛還要強烈，至少她自己如此定義著。
儘管曆已經不記得，但事實上他和育早已在先前就見過面。出身自破碎的家庭，由於父親家暴之故而曾暫時寄住在阿良良木家中，因見識過阿良良木家幸福的氣氛，她才發現自己家庭的氣氛有多麼不融洽。中學一年級時家庭陷入崩潰邊緣，為了對家庭做出補救，以教數學的名義把曆帶到自己的家來，希望能引起曆的注意再讓他代自己求援，但因為曆的誤會與愚鈍，由始至終都沒有發覺。最終計劃失敗，父母離婚收場，而育也透過隱藏書信向曆表示她的失望。母親從離婚後便自暴自棄，關在房間足不出戶，最後絕食而死。無法接受的育催眠自己母親只是沒有理會她，直到屍體都腐爛到完全失去原形後，認為母親是離家失蹤，屍體則在育處理垃圾時意外丟棄。
母親「失蹤」後，從親戚中找的一個名義上的監護人，領著政府的福利津貼回到小鎮。雖然她不想再見到曆，但因為名額有限，所以只好就讀與他一樣的直江津高中。
高中時再度與曆見面，可是曆卻不記得她，對他的愚鈍抱有怨恨，所以也沒有與他相認。曆雖然能感覺到育莫名討厭他，但也只認為這是因為他的數學成績比育高所造成的。在一年級一次考試中，曆取得滿分，而育得了99分，而一眾同學亦得到意外的高分。當時育懷疑有人偷了試卷並作弊，為了確定誰是犯人，由滿分的曆主持討論，但會議最後變成無法收拾的混亂。惱火的育最後賭氣宣布以多數決決定犯人，結果自己蒙上不白之冤，此後兩年便不再上學，而曆也因為見識到在多數暴力下被決定的事成為正義而心灰意冷。
經過一連串的打擊，已經對自己的人生絕望，到了已經憎恨幸福的地步。理性上知道這一切都不是曆的錯，但她情緒已經沉重到只怪罪家暴的父母是不夠的，所以把對曆的憎恨當作一種感情上的寄託。
三年級復學時因發現曆仍舊與他同班而又賭氣休學，最後在曆的勸說之下，終於停下對於幸福的憎恨。同時也因福利津貼降低，無法再住在這裡，而再度搬離小鎮並轉學。在新學校因為自己意識到的神經質，和發現了班級派系的秘密而再度遭遇群體排斥，不過因此正視自己對曆愛恨交纏的感受，以此為日後人生的動力。
高中畢業後，在羽川的勸說下考上曆和黑儀就讀的大學並搬回鎮中，與曆第三度重逢。由於住房問題，曆在父母的命令下借妹妹們之口邀請她借住阿良良木家，意外踩到黑儀的紅線，引發曆和黑儀的第一次情感危機，後在她與羽川的努力下才使兩人和好，之後他們三人做為同學的享受一段快樂的大學時光。直到曆和黑儀發生了的第二次情感危機，對曆生氣的她再度與曆絕交，即便曆後來與黑儀復合也沒解除，他們就在心有芥蒂的狀態下從大學畢業，各奔東西。
大學畢業後考上國家公務員，在鎮中的公所擔任會計師。在曆來公所處理事情時第四次重逢，雖然對曆的態度就惡劣，但兩人還是一同聊了自己的近況，而她也解除了對曆的絕交宣言。已將自己過去老倉家的房子買下並重新裝修，跟曆作出會追逐自身家庭幸福的承諾。
《曆反轉》的鏡像世界中留著短髮，從過去開始與曆一起居住至今，性格變得開朗外向，尊敬的數學家從歐拉變更為高思。

## 怪異專家
忍野咩咩（Oshino Meme，聲：櫻井孝宏）
住在廢棄補習班大樓的中年男子，怪異的專家，常滔滔不絕地談論有怪異的傳說。解決了曆與許多人身上的怪異問題，並要求了不少報酬。自認是中立的和平主義者，除了處理黑羽川的事件之外沒有用過暴力。和貝木、影縫和臥煙是大學社團的社友。
他是個流浪四方的人，《傷物語》時來到鎮上是為了使蛇神安定，並處理姬絲秀忒與吸血鬼獵人間的糾紛，其中還曾偷走了姬絲秀忒的心臟。在《翼貓》的最後，因工作完成而離開小鎮。其後羽川翼遊歷世界各地才終於在南極找到他，《扇黑暗》中再度回歸。
貝木泥舟（Kaiki Deishū，聲：三木真一郎）
首次登場於《火憐蜜蜂》，為身穿黑色西裝的詐欺師，笑聲形同烏鴉，黑儀曾說無人比他更適合以不祥來形容。喜歡錢、討厭錢買不到的物品。
和忍野、影縫和臥煙伊豆湖是大學社團的社友，曾與他們討論真物與偽物的價值，並提出「偽物只要有想成為真物的意志，就能變的比真物更有價值」的看法。
過去曾以怪異專家的假身分，被黑儀的母親雇來，但貝木得知母親為了治好女兒的病而讓邪教人士侵犯女兒後，便騙走了戰場原家許多財產逃走，藉此成功讓黑儀父母離婚以保護她，事後更摧毀了邪教。殊不知反而讓黑儀從此深恨於他。
後來又來到主角所居住的城鎮，向當地國中生販售咒術。《火憐蜜蜂》中，由於千石撫子的的事件被火燐找上，而用「圍欄火蜂」催眠火憐使她發高燒趁機逃走，卻因此被黑儀和曆當面警告，並被逐出小鎮。
《月火鳳凰》出現在mister donut的專賣店與曆和小忍會面，告知對方余弦和余接的情報也順便掏走了曆的錢包。而據余弦所述，提供余弦等人月火是鳳凰的情報的正是貝木。
《黑儀結局》的主角之一，於該故事中接受黑儀的委託欺騙撫子，期間被伊豆湖勸告不要接受但仍舊執意而行，打算以作百次參拜的方式騙取撫子的信任，並用黑儀、曆和小忍被車撞死的謊言欺騙她。殊不知撫子一開始便沒有相信他，反而以蛇攻擊，在情急之時，貝木說出撫子想成為漫畫家的秘密，以人生中並不只有戀愛重要為由最終說服她，以蛞蝓豆腐壓制蛇神力量後，讓撫子恢復原狀，將神體交給隨後來到的曆，並忠告往後不要再與撫子扯上任何關係;隨後打算離開小鎮，卻被詛咒撫子的中學生襲擊重傷倒地。
年輕時受到臥煙遠江不少照顧，也因此貝木對她十分尊敬。遠江曾要他在自己死後照顧駿河，但因為被逐出小鎮的關係一直無法兌現。《駿河惡魔》因為沼地蠟花的幫助而終於在小鎮外見到駿河，並將雨魔頭部寄給她。
影縫弦（Kagenui Yozuru，聲：白石涼子）
首次出現在《月火鳳凰》，京都的陰陽師，擅長對付不死之身的怪異。
和忍野咩咩、貝木、臥煙是大學社團的社友，是四人中最強的戰鬥專家，擁有強大的力量，但代價是不能踏到地面上。
處理怪異時並不收費，因為她只是想與怪異戰鬥並殺死它們。有一個名為「斧乃木余接」的式神，不過不見得會一起行動。
《月火鳳凰》中得知月火是不死鳥的怪異後便千里迢迢地趕來要將她殺死，並在廢棄大樓痛毆想阻止她的曆，但最後在曆拚死的勸說後，便暫時打消殺她的念頭。其後幫曆重置身上的吸血鬼力量後行蹤不明，畢業典禮當日從曆與翼的對話中得知人在北極修練自身實力。
斧乃木余接（Ononoki Yotsugi，聲：早見沙織）
《余接人偶》的主角，影縫余弦的式神，是僕娘。平時面無表情，經常刻意以奇怪的說話方式做為自己的特色，還曾模仿伊豆湖的口頭禪。
原本是人類，死亡後被影縫、她的社團朋友以及手折正弦復活為付喪神並取了現在的名字。使用名為「多數例外原則」(Unlimited Rulebook)的奇怪能力，能夠讓肢體變大發揮超常的怪力。
《月火鳳凰》時，跟著影縫來收拾月火，只用一根指頭就將阿良良木家的家門，連同月火的上半身一起打爛。但在廢棄大樓的對決中仍然打輸小忍，而被影縫帶走，事後一直留在小鎮。
《余接人偶》因為曆的身體逐漸吸血鬼化，便應余弦要求鑽進夾娃娃機中，被月火夾走後住進阿良良木家。
《曆反轉》的鏡像世界中穿長褲，表情變得相當豐富且喜歡捉弄人，與身為普通人類王女的姬絲秀忒是至交。
臥煙伊豆湖（Gaen Izuko，聲：雪野五月）
在《翼虎》中首次出現。她的姊姊遠江是駿河的母親。身穿嘻哈風格服飾的年輕女子，自稱是「無所不知的人」，是整個系列作品中經驗最豐富的怪異專家。相較於咩咩要求報酬、影縫免費工作，她會要求人情做為付款方式。
為了處理小鎮靈力混亂的問題，繼忍野之後到來，想以在北白蛇神社設立新神明的方式解決問題，遂在《忍盔甲》的結尾將蛇神神體送給曆保管。然而曆卻一直不使用，失去耐心的她便以初代怪異殺手所剩之盔甲製成的心渡，將曆送入地獄。並在曆帶著真宵回來後，讓真宵成為神社的新神明。
手正弦（Teori Tadatsuru，聲：子安武人）
擅長對付不死之身的怪異專家，大學時與影縫和伊豆湖等人創造了斧乃木余接，但後來卻與影縫為了余接的所有權大吵一架後徹底決裂。《余接人偶》時接受忍野扇的委託收拾曆，結果在北白蛇神社被余接打得粉身碎骨。但他其實早已死亡，靈魂透過替身人偶在現世活動，《真宵地獄》中與伊豆湖聯手將曆與真宵送出地獄。
德拉曼茲路基（Dramaturgy，聲：江原正士）
奪走姬絲秀忒右腳的吸血鬼獵人。過去曾經奪走53位同胞性命的吸血鬼，個子相當高大，於漫畫版中有補充說明了他的完整過去，為了工作需求而成為吸血鬼獵人。在《傷物語》時接受忍野的提議，與曆正面對決。本以為自己可以靠戰鬥經驗取勝，卻沒想到曆的力量超乎他的想像，加上自身的再生能力等級遠不及曆，被曆用如砲彈般威力的好幾個棒球砸中後，加上差點被曆用壓路機正面砸上而不得已投降。五年後的《結物語》故事中在南極洲與羽川翼相見。
耶皮索多（Episōdo，聲：入野自由）
奪走姬絲秀忒左腳的吸血鬼獵人，半吸血鬼，外表為英俊的金髮年輕男子，但他自稱只有六歲，而實質上也因為混血兒的關係導致心理年齡跟不上生理年齡之故，因此才如此自稱，以一個巨大的十字架當作武器。自從父母在自己小時候被雙方的種族視為叛徒而處死，對自己的體質見而生厭便自願成為吸血鬼獵人，不論是人類或吸血鬼都很討厭。
《傷物語》時接受忍野的提議，與曆正面對決，利用化身成霧的能力佔了上風，卻因為誤將進來攪局的翼打到瀕死，而被大怒的曆痛毆一頓，戰敗後向曆歸還了左腳。事件後與臥煙伊豆湖成為工作上的夥伴。
奇洛金卡達（Guillotine Cutter，聲：大塚芳忠）
奪走姬絲秀忒雙手的吸血鬼獵人。某個否定怪異存在的宗教中的大主教，使命感強烈，平常以敬語說話，為了把自身與神視為一體所以不容許無禮的行為。口頭禪是「我，就是這樣信仰神的」，未持有特定的武器，在三位吸血鬼獵人中實力最強。與曆對決時以翼作為人質想逼他就範，卻被曆具現化出的大樹綁住，只能交出雙手，事後又前去攻擊完全復原的姬絲秀忒，結果被支解而死，屍體也被吃掉。
死屍累生死郎（聲：小山力也、神谷浩史（少年））
長髮美男子，本為四百年前退魔師名門首領，擁有可以斬殺怪異的野太刀「心渡」與復活怪異的小太刀「夢渡」，《鬼物語》時因小忍不記得他的名字，而被曆暫稱初代怪异杀手(初代怪異殺し)。因聽聞姬絲秀忒在某村莊被供奉為神的事蹟而前來拜訪，幾經來往後便建立了信賴關係。
然而不久後他的手下們卻捲入了「黑暗」的事件中，連同村民一一消失，他與姬絲秀忒結伴調查也跟著被黑暗吞噬，只剩一條右手臂。姬絲秀忒將他復活後，他了解到此事件是源於姬絲秀忒當上神的緣故，便怒罵她欺騙自己，並重鑄「心渡」想要殺她，卻無法下手而在姬絲秀忒面前曝曬陽光自盡。
但因為是不死之身，不斷地重生並漸漸地往直江津靠近，間接使得該地產生怪異的機率提高。在十五年前，他的身體聚集到白蛇神社附近。他與曆交涉並希望能與姬絲秀忒重修舊好，在與曆以夺刀制敌方式對決，本来实力远在曆之上的他先行夺得刀，但曆使用符咒让他动弹不得，从而反胜为败，身体大部分化为液体，最终被姬絲秀忒吃掉。
洗人迂路子
以沖繩縣作為活動據點的怪異（詛咒相關）專家。長相神似臥煙伊豆湖，對怪異的態度與其立場跟臥煙伊豆湖完全相反。

## 其它角色
阿良良木的母親（聲：折笠愛）
為阿良良木三兄妹的母親，本名不詳，與其丈夫一樣職業是警察。
戰場原的父親（聲：立木文彥）
戰場原的父親，本名不詳，普通的上班族。在戰場原的母親沉溺於邪教並傾家蕩產後、持續為了償還當時的債務而努力。在黑儀與曆交往後，帶著兩人到黑儀常去的觀星地點，並將黑儀託付給曆。
沼地蠟花（Numachi Rōka，聲：阿澄佳奈）
駿河於中學時期打籃球時的競爭對手。在《鬼物語》和《戀物語》中出現其名字，於《花物語》正式登場。特徵是蓬鬆的茶色頭髮，穿著運動外套，左腳行動不便需拄著手杖，說話的語調意外地跟不上別人。自家是經營討論工作的商討會，貝木曾表示所有的工作委託都與他少不了關係。
在過去打籃球的期間因為沒有任何對手能突破她的防線，所以成為被冠上「劇毒泥沼」、「無法飛越的泥沼」稱呼的選手。中學與駿河在同一個場次上棋逢敵手，但是在比賽的中途不慎弄傷了左腳，結束了自己的選手生涯。到了後期已無法來上學，因為自己的左腳受傷的關係無法去應徵包含自由業在內的工作，形同於失業，於絕望下以割腕自殺結束自己的生命。
然而沼地竟不知道自己已經死亡，成為幽靈後的她以蒐集不幸為目的來到其他城鎮，以「惡魔大人」的化名接受許多人的諮詢。後來在一次機緣巧合下，意外吸收了附身在一個諮詢者身上的雨魔左腳，因此她便開始四處蒐集雨魔的身體。後來到直江津高中與駿河重逢後，也將雨魔左手納為己有，但駿河因為看不慣沼地承擔一切的做法，便拿著雨魔的頭顱為賭注，要求她進行籃球對決，沼地打輸後便因了卻心願而升天。
迪斯托比亞·威爾圖奧佐·殊殺尊主（聲：深見梨加）
身為屍體城堡的根源之擁有不死身的吸血鬼。
食飼命日子（聲：麻倉桃）
曆的朋友之一，國立曲直瀨大學一年級學生。預定要專修大學中的暗號學課程，外表溫和有禮但有時一說話會變得很尖銳。

## 註解
1. ↑  中文版保留日文原字，余弦對應三角函數的餘弦。
2. ↑  中文版保留日文原字，余接對應三角函數的餘切。